# Jinan Open 2019
Die Jinan Open 2019 waren ein Tennisturnier der ITF Women’s World Tennis Tour 2019 für Damen und ein Tennisturnier der ATP Challenger Tour 2019 für Herren in Jinan. Das Turnier der Damen von vom 26. August bis zum 1. September und das der Herren vom fanden vom 2. bis 8. September 2019 statt.